# 1930年至1931年英格蘭足總盃
1930/31球季英格蘭足總盃（英語：FA Cup），是第56屆英格蘭足總盃，今屆賽事的冠軍是西布朗，他們在決賽以2:1擊敗伯明翰，奪得冠軍。本屆賽事繼續在舊溫布萊球場舉行。
作為次級聯賽球隊的西布朗能奪得冠軍，實屬難得。

## 外部連結
1. 英格蘭足總盃官網Archive-It的存檔，存档日期2012-04-24
2. 英格蘭足總盃 歷屆冠軍（页面存档备份，存于）